# Vought
Vought es el nombre de varias compañías de aviación relacionadas. Estos incluyen anteriormente Lewis and Vought Corporation, Chance Vought, Vought-Sikorsky, LTV Aerospace (parte de Ling-Temco-Vought), Vought Aircraft Companies y la actual Vought Aircraft Industries. La primera compañía fue fundada por Chance M. Vought y Birdseye Lewis en 1917.

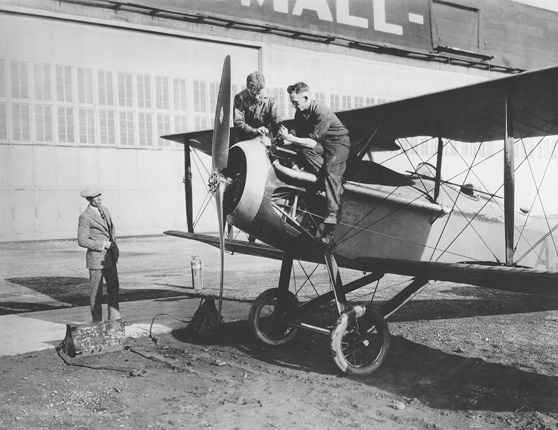
El VE-7 fue el primer avión en operar en un portaaviones de la Armada de los Estados Unidos

## Productos

### Cazas
- Vought VE-7
- Vought FU
- Vought XF2U
- Vought XF3U
- Vought V-141
- Vought F4U Corsair

| Modelo                     | Primer vuelo | Número de ejemplares | Tipo                                                                |
| -------------------------- | ------------ | -------------------- | ------------------------------------------------------------------- |
| Vought VE-7                | 1917         | 128                  | Entrenador y caza biplano con motor a pistón                        |
| Vought O2U Corsair         | 1926         | 580                  | Biplano de observación con motor a pistón                           |
| Vought FU                  | 1927         | 20                   | Caza biplano con motor a pistón                                     |
| Vought XF2U                | 1929         | 1                    | Avión de caza biplano con motor de pistón (prototipo)               |
| Vought O4U Corsair         | 1931         | 2                    | Avión de observación biplano con motor de pistón (prototipo)        |
| Vought XF3U                | 1933         | 1                    | Avión de caza biplano con motor de pistón                           |
| Vought SBU Corsair         | 1933         | 125                  | Bombardero en picado biplano con motor de pistón                    |
| Vought O5U                 | 1934         | 1                    | Hidroavión de observación biplano con motor de pistón (prototipo)   |
| Vought SB2U Vindicator     | 1936         | 260                  | Bombardero en picado monoplano con motor de pistón                  |
| Vought V-141               | 1936         | 1                    | Caza monoplano con motor de pistón (prototipo)                      |
| Vought XSB3U               | 1936         | 1                    | Bombardero en picado biplano con motor de pistón                    |
| Vought OS2U Kingfisher     | 1938         | 1.519                | Hidroavión de observación monoplano con motor de pistón             |
| Vought XSO2U               | 1939         | 1                    | Hidroavión de observación monoplano con motor de pistón             |
| Vought F4U Corsair         | 1940         | 12.571               | Caza monoplano con motor de pistón                                  |
| Vought TBU Sea Wolf        | 1941         | 1                    | Bombardero torpedero monoplano con motor de pistón                  |
| Vought V-173               | 1942         | 1                    | Avión experimental con ala "circular" y motor de pistón             |
| Vought F6U Pirate          | 1946         | 33                   | Caza monoplano con motor a reacción                                 |
| Vought XF5U                | 1943         | 2                    | Caza con ala "circular" y motor de pistón (prototipo)               |
| Vought F7U Cutlass         | 1948         | 320                  | Caza sin cola monoplano con motor a reacción                        |
| Vought XS2U                | N/A          | 0                    | Avión antisubmarino monoplano con motor de pistón (no construido)   |
| Vought F-8 Crusader        | 1955         | 1.219                | Caza con motor a reacción monoplano                                 |
| Vought XF8U-3 Crusader III | 1958         | 5                    | Caza con motor a reacción monoplano (prototipo)                     |
| LTV XC-142                 | 1964         | 5                    | Avión de carga con motor turbohélice y alas basculantes (prototipo) |
| LTV A-7 Corsair II         | 1965         | 1.545                | Avión de ataque monoplano con motor a reacción                      |
| LTV L450F                  | 1970         | 1                    | Avión de reconocimiento monoplano con motor turbohélice (prototipo) |
| LTV YA-7F                  | 1989         | 2                    | Avión de ataque con motor a reacción monoplano (prototipo)          |
| Vought Model 1600          | N/A          | 0                    | Caza con motor a reacción monoplano (no construido)                 |